# Diapericera cornellsbergi
Diapericera cornellsbergi es una especie de insecto coleóptero de la familia Chrysomelidae.
Fue descrita científicamente en 2003 por Erber y Medvedev.